# Nicola Novali
Nicola Novali (Manerbio, 22 luglio 1930 – Manerbio, 5 aprile 2006) è stato un calciatore italiano, di ruolo centrocampista o attaccante.

## Carriera
Esterno d'attacco cresciuto nel Marzotto Manerbio, quando la squadra si è trasferita dalla bassa bresciana in Veneto, ha iniziato la sua ventennale carriera con quattro stagioni a Valdagno, poi Lecco, Mestre, ritorno per tre stagioni al Marzotto, poi Sambenedettese, Cosenza, Udinese, due stagioni alla Beretta e la chiusura con la Cremonese. In tutto 236 partite di serie B e una settantina in terza serie.